# Lijst van burgemeesters van Willeskop
Dit is een lijst van burgemeesters van de voormalige Nederlandse gemeente Willeskop tot die gemeente op 1 januari 1989 opging in de gemeente Montfoort.
| Ambtsperiode | Naam burgemeester                  | Partij of stroming | Bijzonderheden |
| ------------ | ---------------------------------- | ------------------ | --- |
| 1818-1836    | Henrik Antonij Gobius              |                    | Van 1824 tot 1836 tevens burgemeester van Montfoort                                                                              |
| 1836 - 1850  | H. van Wijk                        |                    | |
| 1850 - 1868  | J. Lemstra van Buma                |                    | (in een deel van dezelfde periode) tevens burgemeester van Benschop, Hoenkoop en Noord- en Zuid-Polsbroek (vanaf 1857 Polsbroek) |
| 1869 - 1899  | J.A. van Buma                      |                    | tevens burgemeester van Benschop, Hoenkoop en Polsbroek                                                                          |
| 1899 - 1906  | Johan François Bartold van Hasselt |                    | tevens burgemeester van Montfoort (al vanaf 1898), later burgemeester van Zaltbommel                                             |
| 1906 - 1909  | A.C.M. Muskeijn                    |                    | tevens burgemeester van Montfoort, is naar Amerika vertrokken                                                                    |
| 1909 - 1915  | Frederik Hendrik (F.H.) van Kempen |                    | tevens burgemeester van Montfoort                                                                                                |
| 1915 - 1920  | Th.P.J. Elsen                      |                    | tevens burgemeester van Montfoort, later burgemeester van Harmelen, Naaldwijk en Rijswijk                                        |
| 1920 - 1945  | Joannes Bernardus Kemme            |                    | tevens burgemeester van Montfoort                                                                                                |
| 1946 - 1966  | F.J.A.M. Monchen                   |                    | tevens burgemeester van Montfoort                                                                                                |
| 1966 - 1974  | Mans (H.A.C.) Middelweerd          | KVP                | tevens burgemeester van Montfoort, later burgemeester van Vleuten-De Meern                                                       |
| 1975 - 1989  | Hubert (H.M.) de Jonge             | KVP / CDA          | tevens burgemeester van Montfoort, later burgemeester van Sassenheim                                                             |